# Journal of Periodontology
Das Journal of Periodontology, abgekürzt J. Periodontol., ist eine wissenschaftliche Fachzeitschrift, die von der American Academy of Periodontology veröffentlicht wird. Die Zeitschrift erscheint mit zwölf Ausgaben im Jahr. Es werden Arbeiten veröffentlicht, die sich mit Fragen der Parodontitis beschäftigen.
Der Impact Factor lag im Jahr 2012 bei 2,398. Nach der Statistik des ISI Web of Knowledge wird das Journal mit diesem Impact Factor in der Kategorie Zahnmedizin & Kieferchirurgie an 15. Stelle von 83 Zeitschriften geführt.